# اندیس فلدسپات توت
فلدسپات توت یک اندیس غیرفلزی است که در حوالی شهر اردکان استان یزد قرار دارد و مادهٔ معدنی موجود در آن، فلدسپات است.